# Ministeri d'Educació i Ciència de Letònia
El Ministeri d'Educació i Ciència de Letònia (en letó: Latvijas Republikas Izglītības un zinātnes ministrija) és el departament del govern de Letònia responsable de la creació i l'aplicació del reglament en qüestió d'educació i la ciència així com els esports, la joventut i la política lingüística de la República de Letònia, es va establir el 18 de novembre de 1918. Les seves tasques principals són desenvolupar les normatives de la política sectorial. El ministeri està encapçalat pel polític nomenat Ministre d'Educació i Ciència. Des del 2014 és Mārīte Seile, sota el Segon Gabinet Straujuma.